# Hiroki Motoki
Hiroki Motoki (født 14. februar 1992) er en japansk håndboldspiller for Osaki Osol og det japanske landshold.
Han deltog ved verdensmesterskabet i håndbold for mænd i 2017.
Han repræsenterede Japan under Sommer-OL 2020 i Tokyo, hvor holdet hans blev slået ud i gruppespillet.